# Абетти, Антонио
Антонио Абетти (итал. Antonio Abetti) (19 июня 1846 — 20 февраля 1928) — итальянский астроном.

## Биография
Родился в Пьетро-ди-Горициа (словен. Šempeter pri Gorici). В 1867 году получил учёную степень в области математики и инженерного дела в Падуанском университете, но уже в следующем году оставил работу инженера, чтобы посвятить себя астрономии.
В 1879 году женился на Джованне Кольбачини. Два сына, младший сын, Джорджо Абетти также стал астрономом.
В 1868—1893 годах работал ассистентом в обсерватории в Падуе.
В 1894 году стал директором обсерватории Арчетри, которую сделал одной из ведущих в Европе, и профессором Флорентийского университета.
Ушёл в отставку в 1921 году, но продолжил исследования.

## Научная деятельность
Ещё в Падуе сделал большое число наблюдений астероидов, комет и покрытий звёзд.
В 1874 году участвовал в экспедиции в Индию, руководимой Пьетро Таччини, целью которой было наблюдение прохождения Венеры по диску Солнца при помощи спектроскопа.
Был членом Национальной академии деи Линчеи (1916, членкор 1893) и Королевского астрономического общества.

## Прочее
В честь Антонио Абетти и его сына Джорджо Абетти названы кратер Абетти на Луне и астероид 2646 Abetti.
Астероид (170) Мария, открытый в 1876 году и орбиту которого рассчитал Антонио Абетти, назван в честь его сестры.

### Использованная
- Plicht C. A. Abetti, Antonio // The Biographical Encyclopedia of Astronomers / Thomas Hockey (Ed. in chief). — New York: Springer, 2007. — P. 6. — 1341 p. — ISBN 978-0-387-31022-0.
- Колчинский И.Г., Корсунь А.А., Родригес М.Г. Астрономы: Биографический справочник. — 2-е изд., перераб. и доп. — Киев: Наукова думка, 1986. — 512 с.

### Рекомендуемая
- Abetti, Giorgio (1970). «Abetti, Antonio.» In Dictionary of Scientific Biography, edited by Charles Coulston Gillispie. Vol. 1, p. 19. New York: Charles Scribner’s Sons.
- Camera, L. (1929). «Antonio Abetti.» Vierteljahresschrift der Astronomischen Gesellschaft 64: 2.
- Fowler, W. A. (1929). «Antonio Abetti.» Monthly Notices of the Royal Astronomical Society 89: 325—327.